# استان المغیر
استان المغیر (به عربی: ولایة المغیر) یک استان در الجزایر است که در الجزایر واقع شده‌است. استان المغیر ۸٬۸۳۵ کیلومتر مربع مساحت و ۱۶۲٬۲۶۷ نفر جمعیت دارد و ۲۷۶ متر بالاتر از سطح دریا واقع شده‌است.